# Pehuajó

Pehuajó é uma cidade da Argentina, localizada na província de Buenos Aires.